# Pihovec
Pihovec – wieś w Chorwacji, w żupanii varażdińskiej, w gminie Jalžabet. W 2011 roku liczyła 21 mieszkańców.